# Semare (Berbek)
Semare is een bestuurslaag in het regentschap Nganjuk van de provincie Oost-Java, Indonesië. Semare telt 2108 inwoners (volkstelling 2010).